# Крупское сельское поселение
Крупское сельское поселение — муниципальное образование в Выселковском районе Краснодарского края России.
В рамках административно-территориального устройства Краснодарского края ему соответствует Крупский сельский округ.
Административный центр — станица Крупская.

## Население
| 2010  | 2012  | 2013  | 2014  | 2015  | 2016  | 2017  |
| ----- | ----- | ----- | ----- | ----- | ----- | ----- |
| 1406  | ↗1411 | ↘1405 | →1405 | ↘1396 | →1396 | ↘1388 |
| 2018  | 2019  | 2020  | 2021  | 2023  |       |       |
| ↘1358 | ↘1354 | ↘1333 | ↘1176 | ↘1138 |       |       |

## Населённые пункты
В состав сельского поселения (сельского округа) входят 2 населённых пункта:
| № | Населённый пункт | Тип населённого пункта | Население (чел.) |
| - | ---------------- | ---------------------- | ---------------- |
| 1 | Крупская         | станица                | ↘1132            |
| 2 | Первомайский     | посёлок                | ↘1132            |